# MG ZS (2001)
MG ZS – samochód osobowy klasy kompaktowej produkowany przez brytyjskie przedsiębiorstwo MG Cars w latach 1995–2005 oraz przez brytyjsko-chińskie przedsiębiorstwo MG Motor jako MG 5 w latach 2006–2007.

## Historia i opis pojazdu

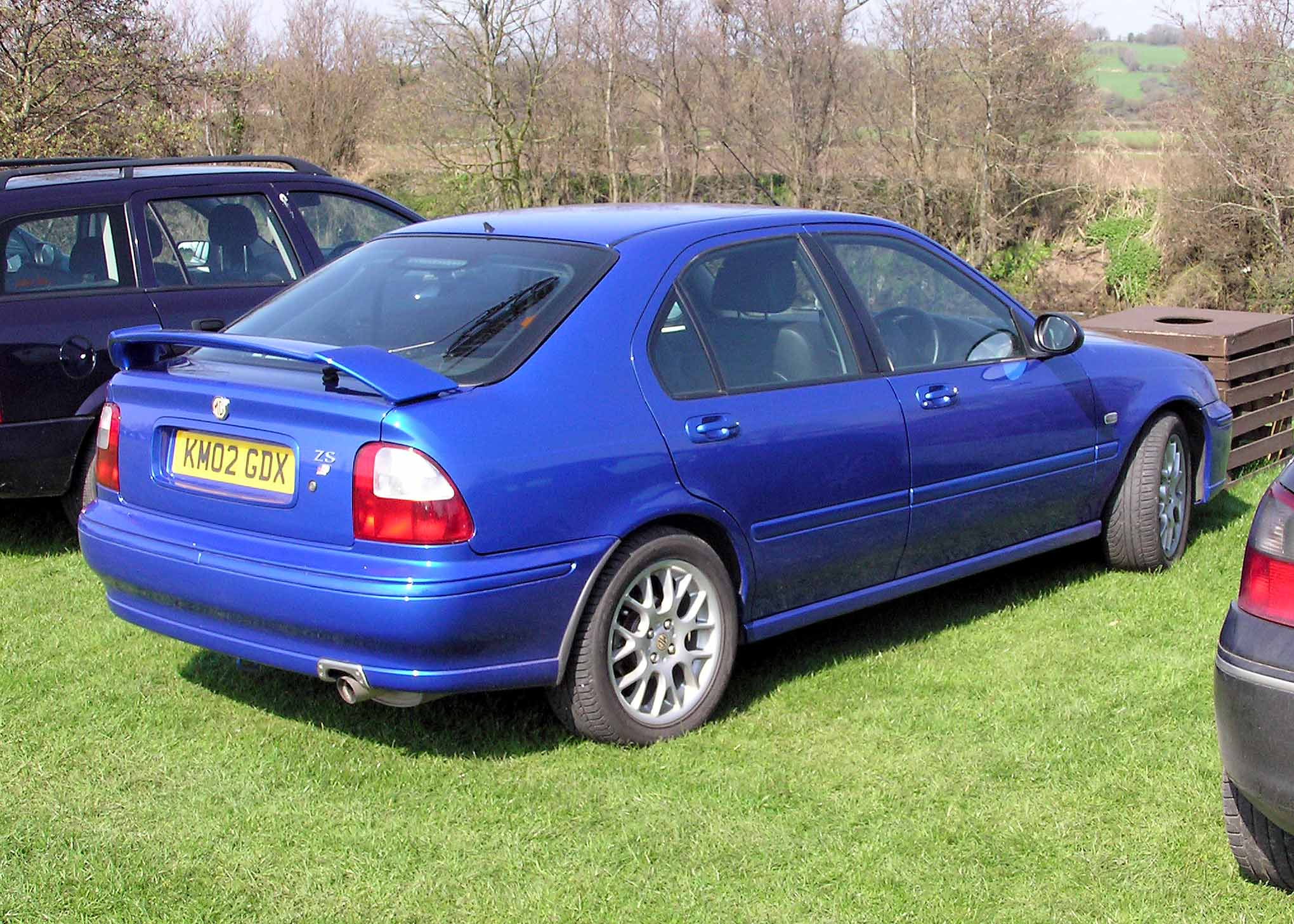
MG ZS - tył

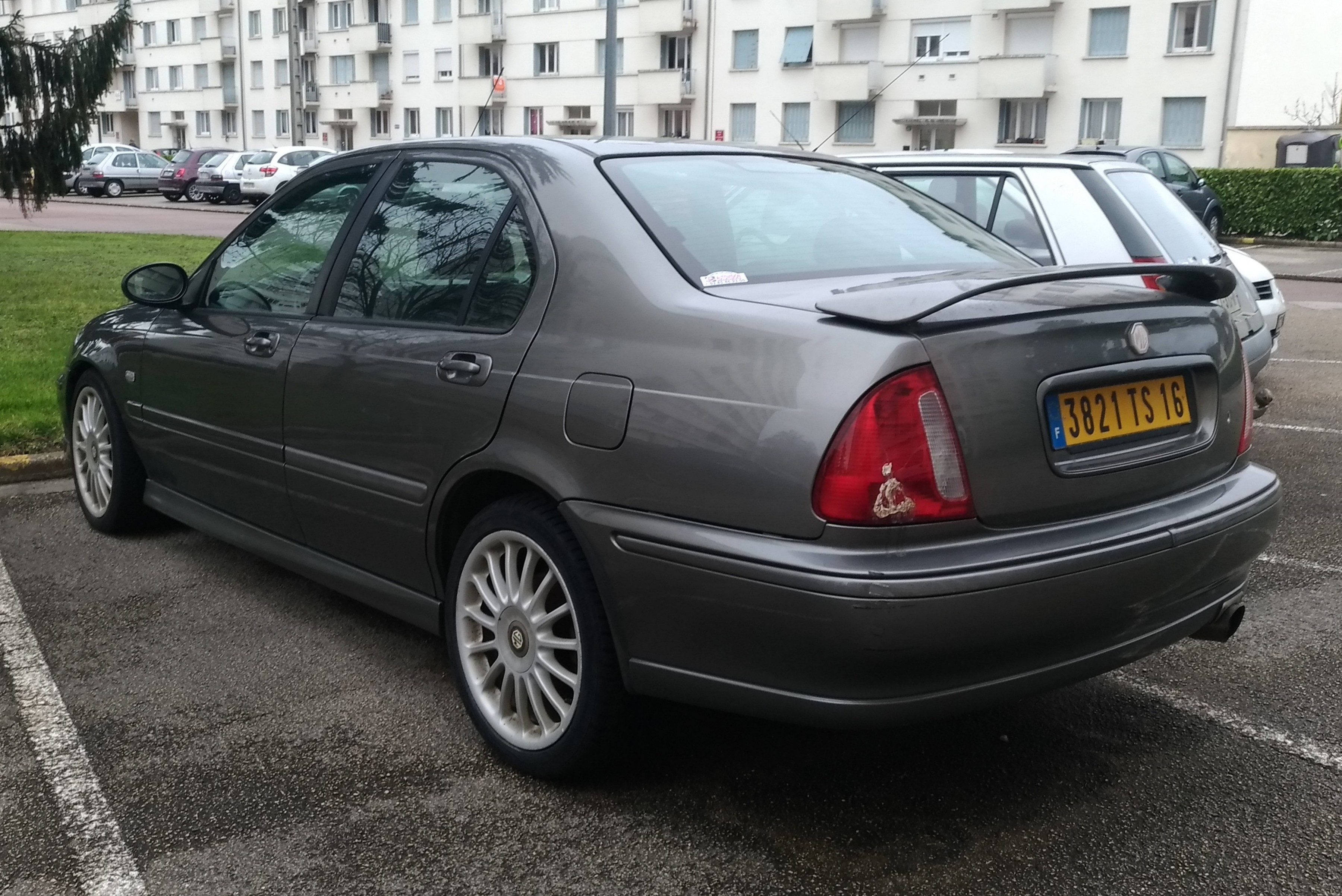
MG ZS Sedan

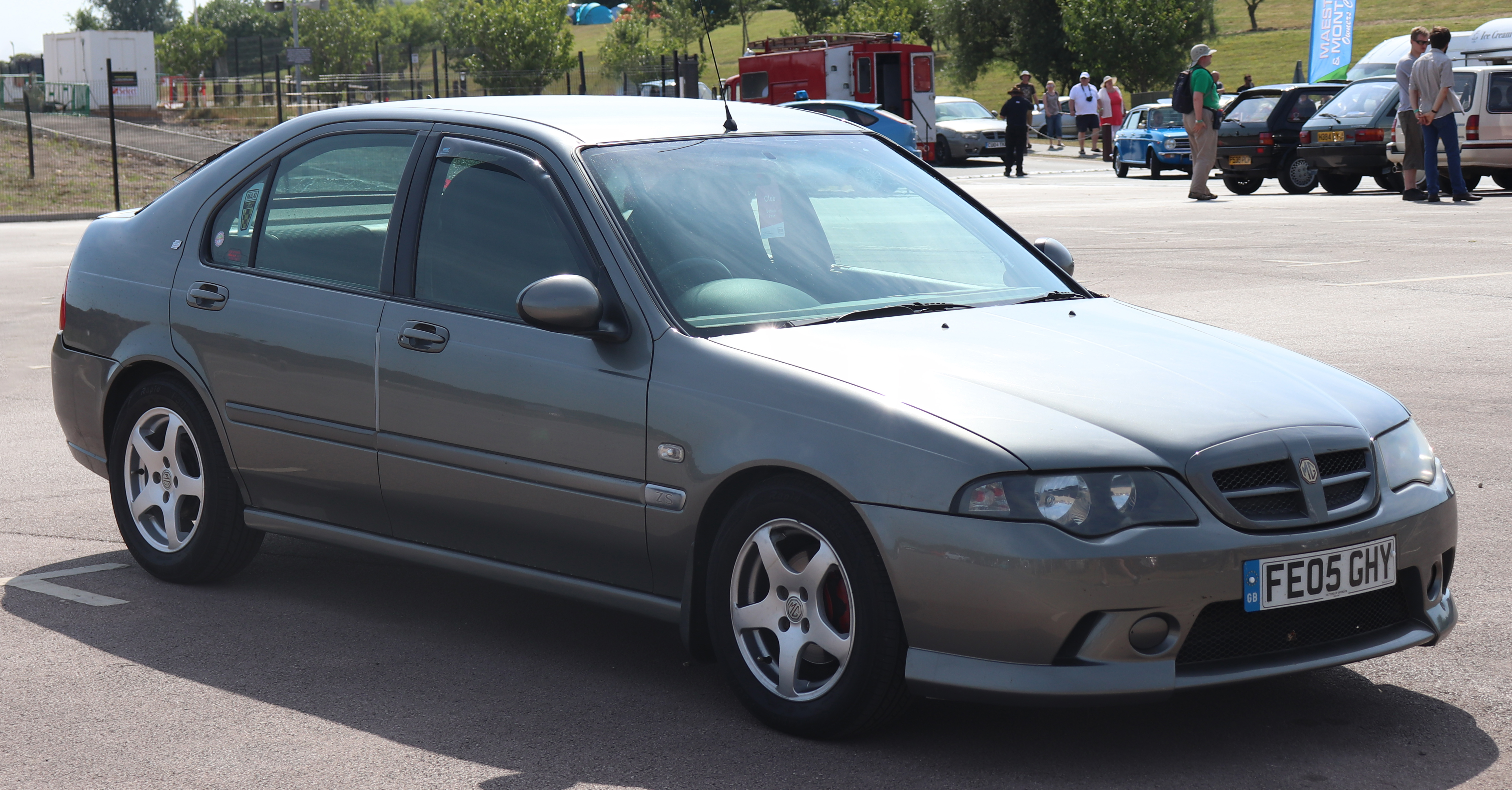
MG ZS po liftingu

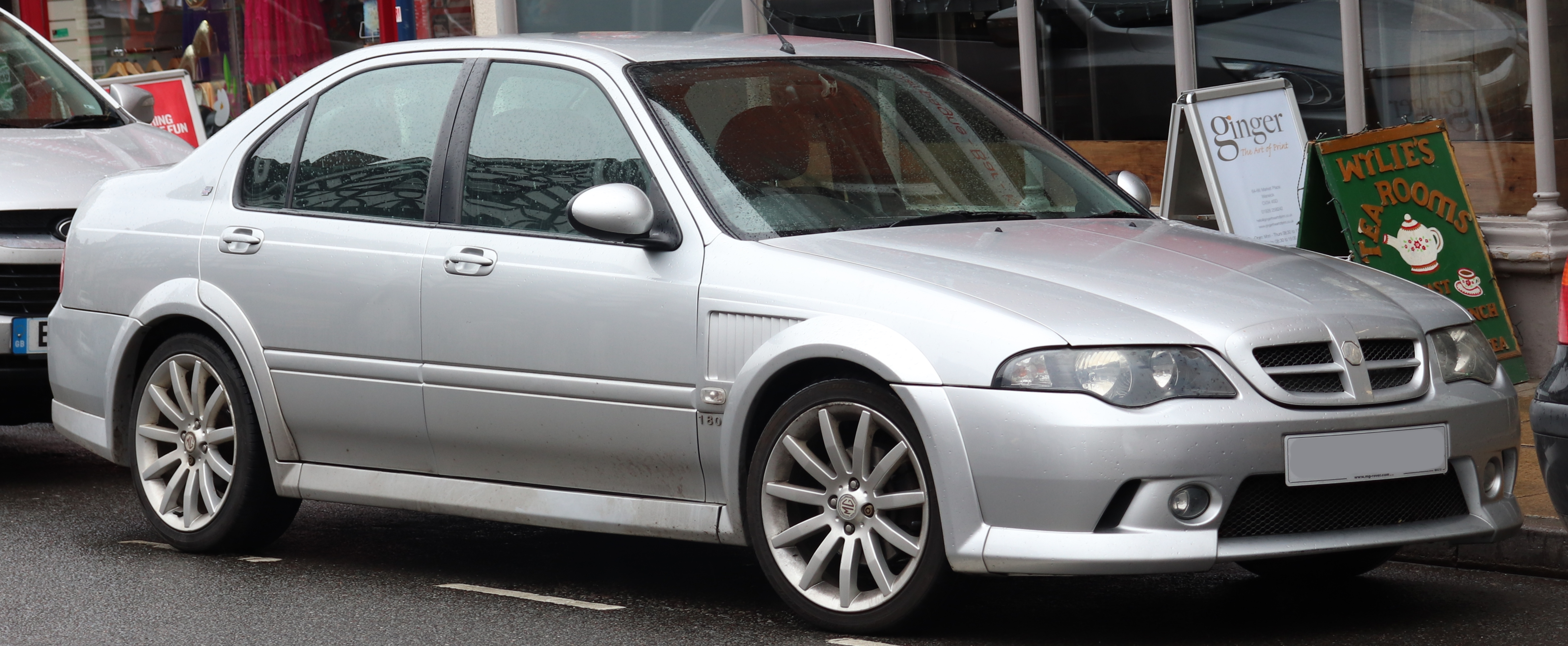
MG ZS Sedan po liftingu

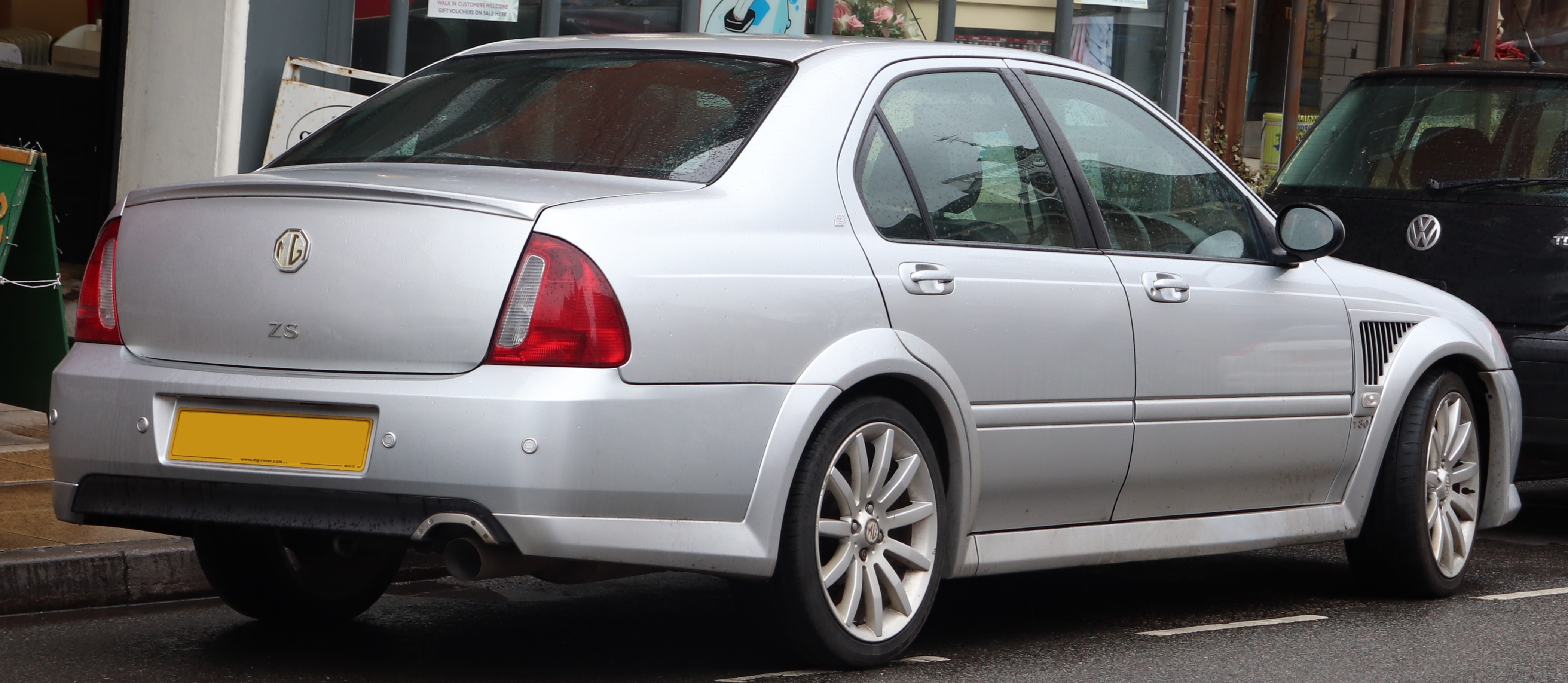
MG ZS Sedan - tył po liftingu

Podobnie jak modele ZR i ZT, MG ZS powstało jako sportowa odmiana cywilnego modelu marki Rover, której opracowaniem zajęło się bratnie przedsiębiorstwo MG Cars. Podobnie jak bliźniaczy Rover 45, była to bliźniacza konstrukcja wobec Hondy Civic Liftback.
Samochód został zaprezentowany w 2001 roku i jeszcze w tym samym roku trafił do sprzedaży. Podobnie jak Rover 45, oferowany był zarówno w wersji liftback jak i sedan. MG ZS znacznie różnił się od modelu 45: zastosowano agresywnie stylizowane zderzaki, progi, a także zmieniono grill. Ponadto najmocniejsza wersja wyposażona była w spojler na klapie bagażnika, który był opcją w słabszych odmianach. 
MG ZS dostępny był w charakterystycznych, śmiałych barwach, dodatkowo standardowo montowane były 16-calowe felgi aluminiowe lub 17-calowe w najmocniejszej wersji ZS 180. We wnętrzu znajdowały się pokryte skórzaną tapicerką sportowe fotele oraz liczne sportowe elementy wykończeniowe podkreślające sportowy charakter pojazdu.
MG ZS występował ze wszystkimi silnikami dostępnymi w modelu 45 z wyjątkiem wersji 2.0 V6. Dodatkowo jednak montowano topową jednostkę 2.5 V6 24V o mocy 177 KM łączoną z 5-biegową manualną skrzynią biegów. Samochód z tym silnikiem rozpędzał się do 100 km/h w czasie 7,3 sekundy oraz rozwijał prędkość maksymalną wynoszącą 224 km/h. Zawieszenie modelu ZS było obniżone, utwardzone oraz przekonstruowane, tak aby mogło zapewnić jak najlepszą przyczepność. Wszystkie wersje wyposażone były standardowo w ABS z EBD.

### Lifting
Podobnie jak klasyczny Rover 45, także i MG ZS w 2004 roku przeszedł obszerny facelifting, obejmujący te same elementy nadwozia. Pojawiły się w ten sposób zupełnie nowe reflektory zespolone, przemodelowane zderzaki, inna atrapa chłodnicy, a także przeniesiona na zderzak tylna tablica rejestracji.
Ponadto, producent zastosował kompleksowy body kit poszerzający nadwozie montowany fabrycznie w najmocniejszej wersji i dostępny za dopłatą w słabszych odmianach. Zrezygnowano także z montowania tylnego dużego spoilera.

### MG 5
Po bankructwie MG Rover Group w 2005 roku, masę upadłościową oraz prawa do produkcji wybranych modeli nabył chiński koncern Nanjing Automobile. Przedsiębiorstwo planowało wznowić produkcję wszystkich dotychczasowych modeli marki Rover, jednak transakcja nie objęła ani praw do stosowania jej nazwy, ani praw do produkcji modelu Rover 45, gdyż te podlegały Hondzie. W efekcie, między 2006 a 2007 rokiem wytworzona została krótka próbna seria MG ZS pod nową nazwą MG 5, która nie trafiła do seryjnej produkcji - publicznie przedstawiono jedynie jeden egzemplarz podczas wystawy samochodowej Nanjing Auto 2007. Poza wersją sedan, zbudowano także model z nadwoziem liftback.

### Silniki
- R4 1.4l K-Series
- R4 1.6l K-Series
- R4 1.8l K-Series
- R4 2.0l Diesel
- V6 2.5l KV6